# Chrysopelea paradisi
Espèce
Statut de conservation UICN

 LC  : Préoccupation mineure
Chrysopelea paradisi est une espèce de serpents de la famille des Colubridae.
On l'appelle งูเขียวร่อน (ngu khieow ron) en Thaïlande.

## Répartition
Cette espèce se rencontre :
- en Birmanie ;
- en Thaïlande y compris sur l'île de Phuket ;
- en Inde aux îles Andaman ;
- en Malaisie péninsulaire et orientale ;
- à Singapour ;
- au Brunei ;
- en Indonésie au Kalimantan, à Bangka, à Sulawesi, à Java, aux Mentawai, aux Natuna, à Nias et à Sumatra ;
- aux Philippines à Luçon, à Negros, à Panay et dans l'archipel de Sulu.

## Habitat
Cette couleuvre volante vit dans les forêts tropicales.

## Description
Chrysopelea paradisi est un serpent ovipare, diurne, arboricole et venimeux mais sa morsure, bien que puissante, n'est pas considérée comme dangereuse pour l'être humain. C'est un serpent opistoglyphe : ses glandes à venins sont reliées à des crochets se trouvant au fond de la gorge. 

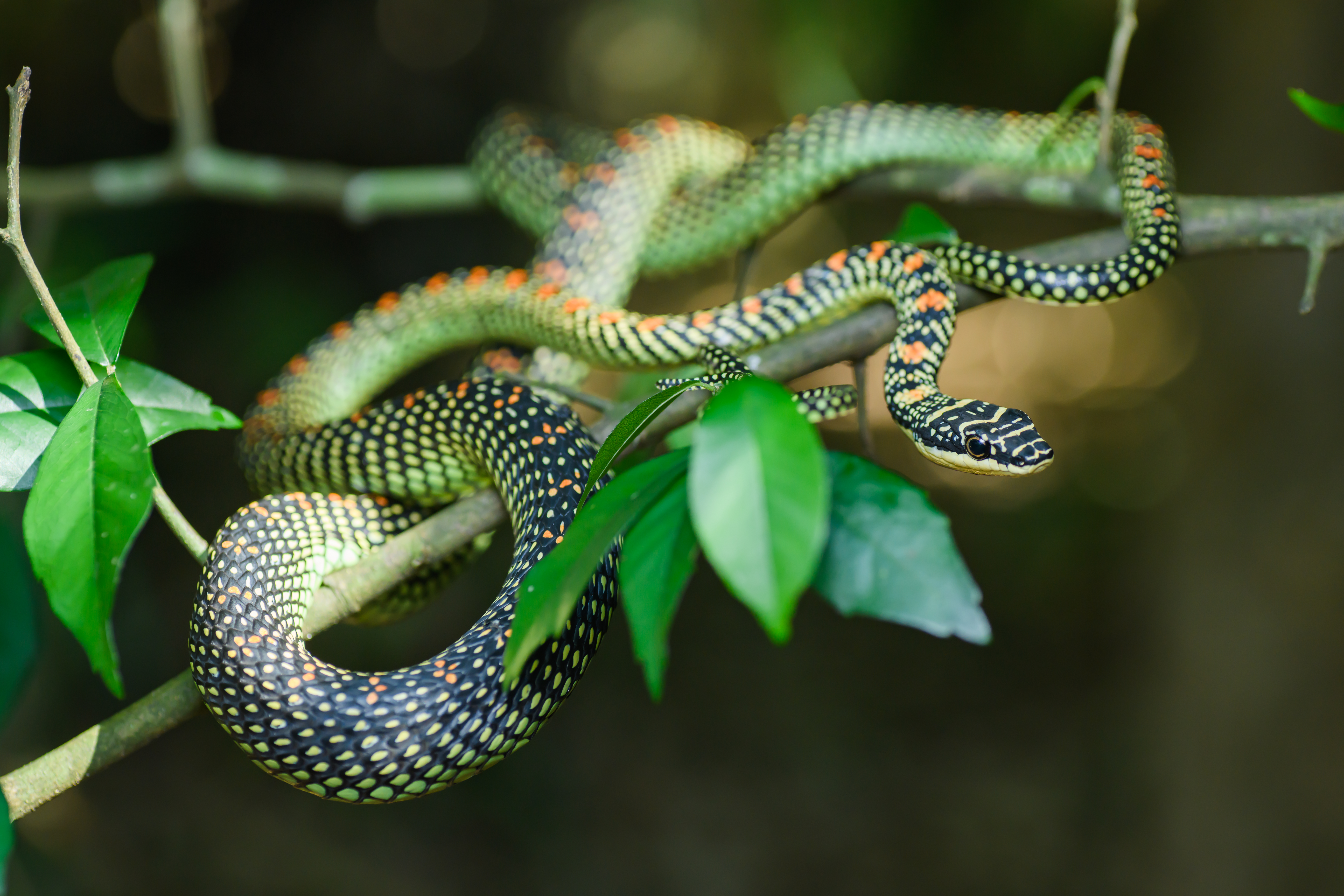
Parc national de Kaeng Krachan, Thaïlande

Il mesure de 1 m à 1,2 m (voir jusqu'à 1,5 m).
Son ventre est clair et son dos sombre de la couleur des feuilles ce qui lui assure un camouflage efficace.
Ce serpent glisse rapidement le long des branches. Comme les autres membres de ce genre, il est capable d'effectuer des vols planés en se lançant d'une branche pour se réceptionner sur une autre branche ou au sol : il écarte ses côtes pour accroître la surface de son corps et rentre son ventre pour donner naissance à un creux profond concave qui lui sert de parachute ; la résistance à l'air ralentit sa descente et, en variant la position de son corps, il peut se diriger pour retomber plus loin jusqu'à près de 100 mètres de distance

## Alimentation
Cette couleuvre mange des lézards et des grenouilles arboricoles.

## Taxinomie
Cette espèce a été un temps considérée comme synonyme de Chrysopelea ornata jusqu'à ce que Smith, en 1943, démontre qu'il s'agit d'une espèce à part entière.

## Liste des sous-espèces
Selon The Reptile Database (24 août 2011) :
- Chrysopelea paradisi paradisi Boie, 1827
- Chrysopelea paradisi celebensis Mertens, 1968 - Sulawesi
- Chrysopelea paradisi variabilis Mertens, 1968 - Philippines

## Étymologie
Son nom d'espèce, du latin paradisus, « parc », lui a été donné probablement parce que l'holotype a été découvert dans un parc. Ce n'est donc qu'indirectement que son nom est associé au paradis. Le nom de la sous-espèce Chrysopelea paradisi celebensis, composé de celeb et du suffixe latin -ensis, « qui vit dans, qui habite », lui a été donné en référence au lieu de sa découverte, les Célèbes, ancien nom du Sulawesi.

## Publications originales
- Boie in Boie, 1827 : Bemerkungen über Merrem's Versuch eines Systems der Amphibien, 1. Lieferung: Ophidier. Isis von Oken, Jena, vol. 20, p. 508-566 (texte intégral)
- Mertens, 1968 : Die Arten und Unterarten der Schmuckbaumschlangen (Chrysopelea). Senckenbergiana biologica, vol. 49, p. 191-217.